# Tomáš Cibulec
Tomáš Cibulec (Havířov, 15 de enero de 1978) es un jugador de tenis profesional de la República Checa. Su fuerte es el dobles, modalidad en la que alcanzó el puesto N.º 21 del ranking mundial.

## Títulos; 3 (0 + 3)

### Dobles
| Leyenda                |
| Grand Slam (0)         |
| Tennis Masters Cup (0) |
| ATP Masters Series (0) |
| ATP Tour (3)           |

| N.º | Fecha                 | Torneo     | Superficie    | Pareja       | Oponentes en la final            | Resultado   |
| --- | --------------------- | ---------- | ------------- | ------------ | -------------------------------- | ----------- |
| 1.  | 24 de julio de 2000   | San Marino | Tierra batida | Leoš Friedl  | Gastón Etlis Jack Waite          | 7-6(1) 7-5  |
| 2.  | 24 de febrero de 2003 | Copenhague | Dura          | Pavel Vízner | Michael Kohlmann Julian Knowle   | 7-5 5-7 6-2 |
| 3.  | 14 de julio de 2003   | Stuttgart  | Tierra batida | Pavel Vízner | Yevgeny Kafelnikov Kevin Ullyett | 3-6 6-3 6-4 |